# Allée couverte de Coat Luzuen
L'allée couverte de Coat Luzuen est une allée couverte située sur la commune de Pont-Aven, dans le département français du Finistère.

## Historique
En 1835, le Chevalier de Fréminville mentionne « deux dolmens placés l'un à côté de l'autre, et parfaitement bien conservés ». R-F Le Men identifie le monument comme étant une allée couverte dont « la plate-forme était composée de trois tables dont celle du milieu a disparu » mais L. Flagelle et Paul du Châtellier, reprenant de Fréminville, décrivent deux dolmens séparés et le monument sera classé comme tel au titre des monuments historiques par décret du 1er octobre 1951.

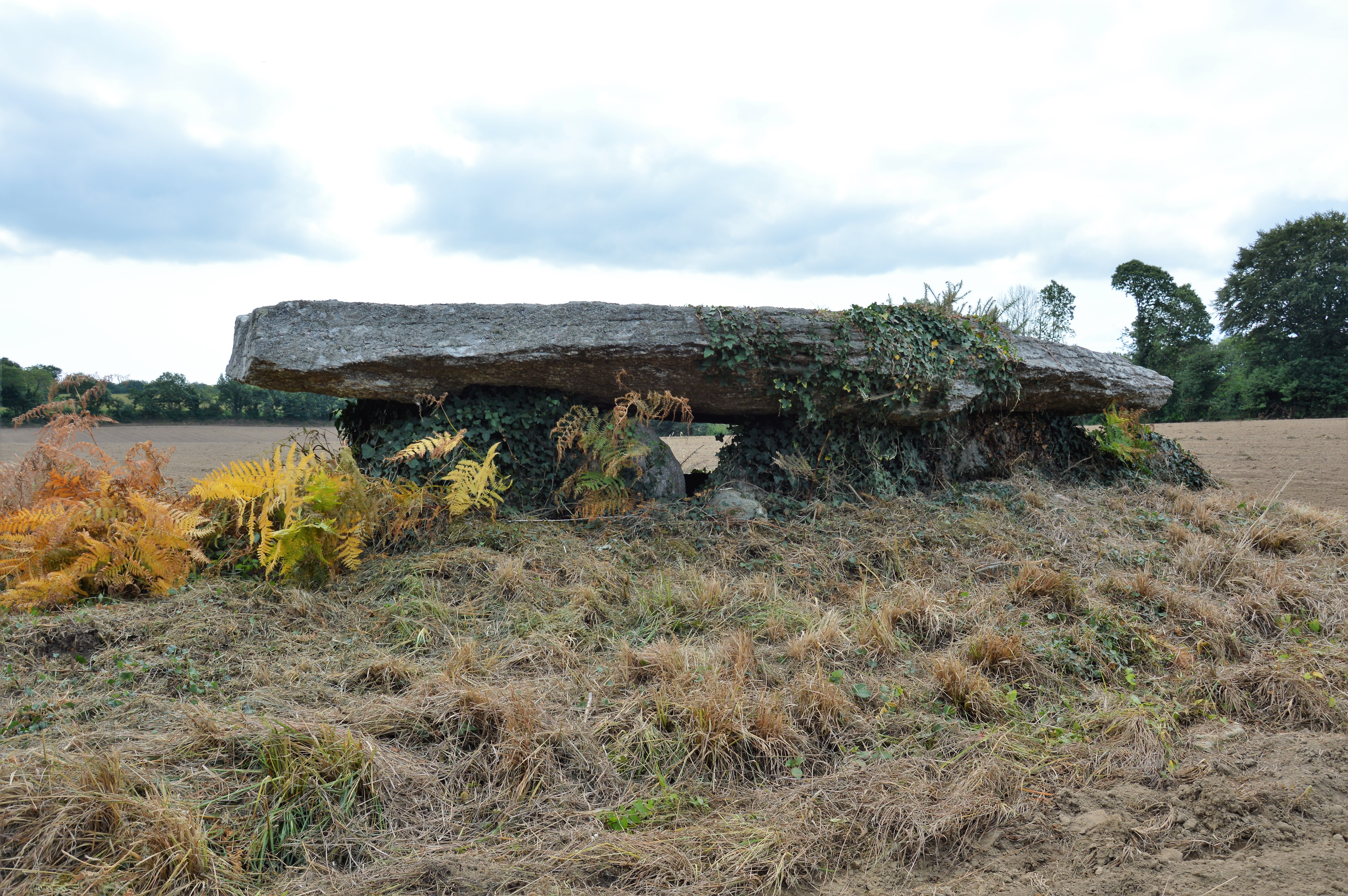
Partie occidentale du monument recouverte d'une table monumentale.

## Description
L'édifice est orienté nord-ouest/sud-est. Toutes les dalles sont en granite gris très migmatisé.
La partie occidentale conserve huit piliers (quatre au nord, trois au sud, un à l'est) dont la moitié s'inclinent vers l'intérieur de l'allée. Ils délimitent une chambre de 5,65 m de longueur, 1,10 à 1,53 m de hauteur et dont la largeur varie de 1,10 à 2 m puis se rétrécit de nouveau à 1,90 m. L'ensemble est recouvert par une unique et monumentale table de couverture, inclinée d'est en ouest, en forme de losange épointé d'une longueur de 6,30 m sur 3,40 m de largeur et 0,50 m d'épaisseur.
La partie orientale ne comporte plus que trois piliers (dont deux en position verticale et un troisième incliné) délimitant une chambre rectangulaire de 3,80 m sur 1,40 m dont la hauteur sous dalle ne dépasse pas 0,80 m. L'ensemble est recouvert par une table très fissurée de 3,68 m sur 2,60 m dont l'épaisseur varie du nord au sud de 0,25 à 0,70 m.
Jean L'Helgouach classe le monument parmi les allés couvertes, dont la partie intermédiaire aurait disparu, mais un pilier absidial de la partie occidentale étant porteur ne peut être considéré comme une simple cloison et un pilier sud de cette même partie comporte une échancrure qui pourrait indiquer l'existence antérieure d'un portique d'entrée dont la table de couverture aurait disparu. La partie orientale pourrait aussi correspondre à un petit dolmen, plus ancien, qui aurait ultérieurement été prolongé par un second dolmen, plus imposant.